# 謎探休格
《謎探休格》（英語：Sugar），是一部美國懸疑劇情電視劇，由馬克·普羅塞維奇主創，費南多·梅雷萊斯執導，柯林·法洛主演，并于2024年4月5日在Apple TV+首播。

## 演員

### 主演
- 柯林·法洛
- 柯爾比·豪威爾-巴普蒂斯特（英语：Kirby Howell-Baptiste）
- 艾美·萊恩
- 丹尼斯·鮑茲卡瑞斯（英语：Dennis Boutsikaris）
- 艾力克斯·赫南德茲（Alex Hernandez）
- 琳賽·帕西法（英语：Lindsay Pulsipher）

### 常設
- 安娜·岡恩
- 詹姆士·克倫威爾
- 內特·考德瑞
- 西德尼·錢德勒（英语：Sydney Chandler）
- 米格爾·桑多瓦爾（英语：Miguel Sandoval）
- 伊莉莎白·安衛斯（Elizabeth Anweis）
- 傑森·巴特勒·哈納（英语：Jason Butler Harner）
- 馬西·弗爾蘭（英语：Massi Furlan）
- 亞德里恩·馬丁尼茲（英语：Adrian Martinez (actor)）

## 製作

### 開發
2021年12月，Apple TV+宣佈投得該劇的發行權，並公佈柯林·法洛將會參演該劇。2022年6月，該劇獲Apple TV+開綠燈，法洛亦確認將會主演該劇。同年8月，柯爾比·豪威爾-巴普蒂斯特、艾美·萊恩、丹尼斯·鮑茲卡瑞斯、艾力克斯·赫南德茲（Alex Hernandez）和琳賽·帕西法宣佈將會主演該劇，而安娜·岡恩和詹姆士·克倫威爾將出演常設角色。同年9月，內特·考德瑞、西德尼·錢德勒、米格爾·桑多瓦爾、伊莉莎白·安衛斯（Elizabeth Anweis）和傑森·巴特勒·哈納宣佈加入演員陣容。

### 拍攝
主體拍攝於2022年8月開始，於同年秋季殺青。

## 外部連結
- 互联网电影数据库（IMDb）上《謎探休格》的资料（英文）